# Desert Golfing
Desert Golfing  — это инди-игра-головоломка, разработанная канадским программистом Джастином Смитом и выпущенная 6 августа 2014 года для iOS и Android, а также 18 декабря 2017 года для Windows и macOS. Игра представляет собой двухмерное поле для гольфа, а игрок должен забить мяч в лунку.
Desert Golfing получила положительные оценки от игровых критиков за крайне простую концепцию, игровую механику, но и одновременное сложное прохождение, требующее логического мышления и расчёта. Большим успехом, однако, пользовалась условно-бесплатная игра и плагиат от компании Voodoo — Infinite Golf, в которой имеется аналогичный игровой процесс.

## Игровой процесс
Игровой процесс происходит в бесконечной пустыне — поле для гольфа. Игрок должен закидывать мяч, чтобы попасть в лунку. Для этого он должен использовать палец, как «рогатку», чтобы определить силу и направление полёта мяча. Поверхность поля состоит полностью из песка, что затрудняет прогнозирование и управление физикой мяча для гольфа, как аналогично происходит, когда мяч попадает в «бункер» среди поля для гольфа. Цель игрока заключается в том, чтобы забить мяч в лунку за наименьшее количество ударов. Тем не менее в игре нет уровней в классическом понимании, когда игрок забивает в лунку мяч, перед ним сразу же появляются следующая локация, а счётчик ударов продолжает расти. Таким образом игра продолжается бесконечно.

## Разработка
Разработкой игры занимался канадский программист Джастин Смит известный также за создание игр No Brakes Valet и Enviro-Bear 2010, который заметил, что вдохновлялся игрой Journey, в частности перенял похожую цветовую палитру. Тем не менее Смит заметил, что жанр игры «Justwalkingism» кажется для него скучным, и он хотел, чтобы данная игра бросала больше вызовов. «Эти красивые пейзажи просто просят, чтобы их превратили в модные загородные клубы». Одновременно Смит считает 3d гольф «слишком сложным и загружающим голову игроку». В итоге созданную игру Смит сравнивал скорее с Desert Bus. Решение ввести процедурную генерацию Смит объяснил, тем, что у него не было ни сил, ни времени «вручную создавать 2000 уровней», тем не менее он составил алгоритм, который постепенно усложняет локацию. Разработчик заметил, что один из его знакомых-программистов ещё до выпуска раскритиковал Desert Golfing за её слишком простой визуальный дизайн, обвинив Смита даже в троллинге. Тем не менее создатель не подозревал о таком повышенном интересе со стороны пользователей и признался, что уделил бы большее внимание игровому процессу и разнообразию локаций, а также добавил концовку.
Каждая локация процедурно генерируется, но тем не менее со временем локации становятся сложнее для прохождения. Также окружающая среда меняет свет, демонстрируя цикл день-вечер-ночь-утро. После прохождения 2000 уровней отверстия становятся более маленькими и даже в какой то момент вовсе исчезали, делая дальнейшее прохождение игры невозможным. В итоге массовых жалоб разработчик выпустил обновление, исправляющее данную ошибку, а также вводящее концовку.

## Критика
| Иноязычные издания | Иноязычные издания |
| Издание            | Оценка             |
| ------------------ | ------------------ |
| Eurogamer          | 9/10               |
| Hyper Magazine     | 90 %               |
| IGN Italia         | 9/10               |

Игра получила положительные оценки от игровых критиков, их средняя оценка составила 90 баллов из 100 возможных.
Брендан Кео с сайта Ars Technica заметил, что игра Desert Golfing — прекрасный образец того, что игра существует «не для того, чтобы выиграть, а для того, чтобы осуществлять целенаправленную неэффективную деятельность, прибегая к неэффективным средствам». На первый взгляд, Desert Golfing — это «очередная однодолларовая игра для вашего iPhone или Android без меню, инструкций и с примитивной графикой», однако игрок замечает, что игра длится вечно, как и его счётчик ударов на верхнем углу экрана, в этом по мнению критика таится завораживающее (и тревожное) чувство постоянства. «Вы передвигаетесь в этой пустыне без оглядки и без ошибок прошлого, каждый удар добавляется к общему счёту... если не удалять сохранение, то перезапусков нет, никаких тренировок. Только вы и пустыня в постоянном движении вперёд». В целом критик назвал Desert Golfing шедевром и произведением искусства. Хотя со стороны игровой процесс покажется простым, однако по мере прохождения, со временем игроку потребуется усваивать глубокое понимание физики «этого мира».
Критик сайта IGN заметил, Desert Golfing очаровывает своей простотой, как и в визуальном плане, так и в плане игрового процесса, тем не менее это безжалостная головоломка, основанная на физике, демонстрирующей, «что иногда достаточно простой и продуманной идеи, чтобы удерживать интерес к игре». Критик был озадачен тем, что Desert Golfing невозможно закончить, «а игра побуждает лишь продолжать идти вперёд и улучшать свои навыки через бесконечные ошибочные попытки».
Критик Eurogamer заметил, что Desert Golfing напомнила ему эпоху, когда игровая индустрия была площадкой для открытия новых и захватывающих жанров, до того, как в неё вторглись бизнесмены, превратив индустрию игр в клонирование и эксплуатацию. А ныне площадкой для творческого выражения стали мобильные платформы. С точки зрения механики Desert Golfing похожа на типичную спортивную игру, где игрок должен отводить палец назад, чтобы кинуть мяч, предмет в нужном направлении. Однако вскоре игрок заметит, насколько окажется сложным проходить уровень, так как мяч будет постоянно укатываться по склонам, или же предательски отскакивать, улетая в неизвестном направлении. Критик заметил, что больше всего его поразил факт того, что игра не перезапускается, постоянно пополняя счётчик ударами, в итоге игроку «придется вечно жить со своими успехами и неудачами».